# Oreophryne zimmeri
Oreophryne zimmeri es una especie de anfibio anuro de la familia Microhylidae.

## Distribución geográfica
Es endémica del sudeste de Célebes (Indonesia), a altitudes por encima de los 2000 m.